# Pedagógiai pszichológia

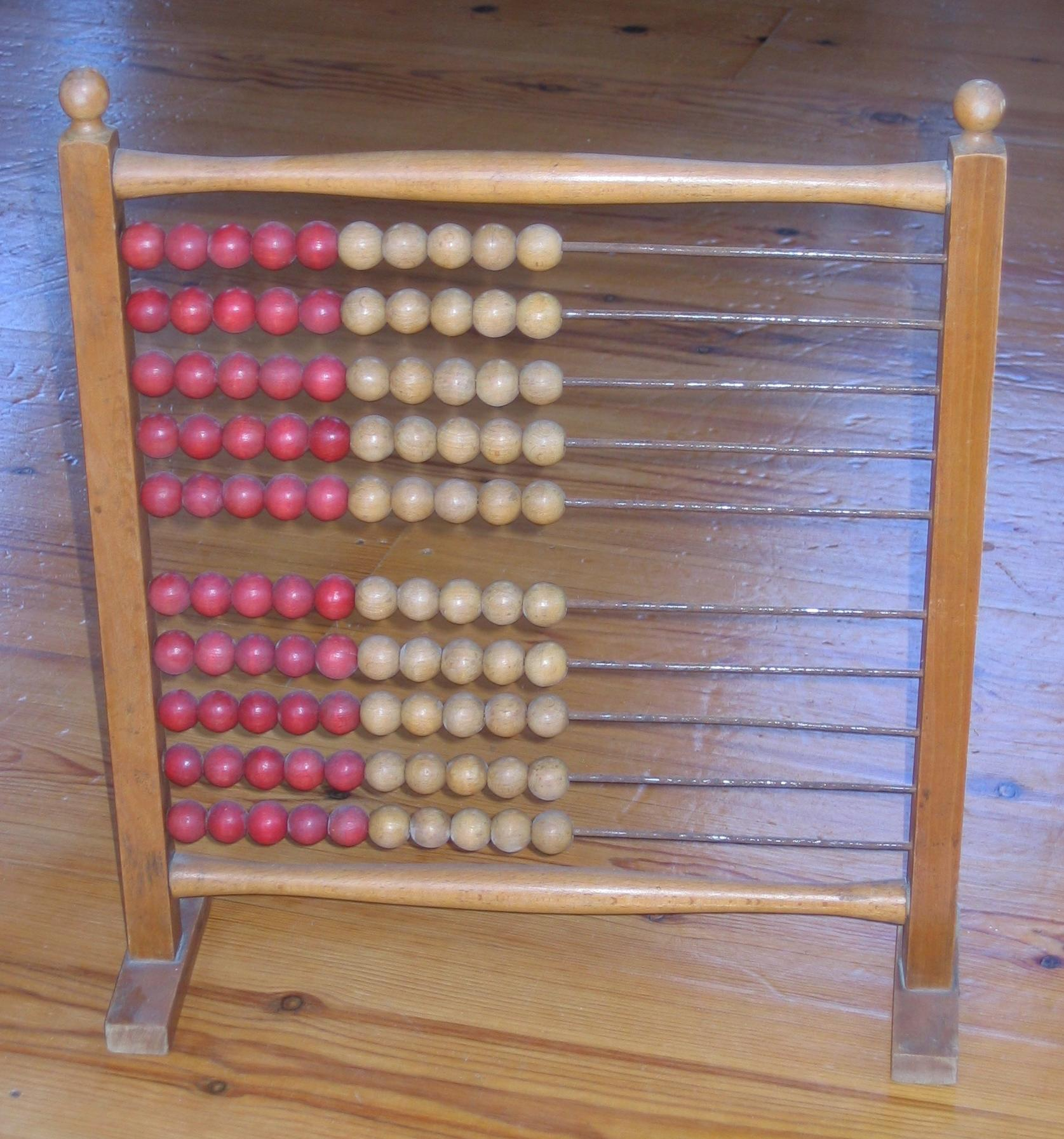
Egykori számológép

A pedagógiai pszichológia (neveléslélektan, avagy neveléspszichológia) a pszichológia egyik legfontosabb alkalmazási területe, határtudomány a pedagógia (neveléstudomány) és a pszichológia (lélektan) érintkezési területén. Tárgya a pedagógiai (oktató-nevelő) tevékenység és a személyiségfejlődés kölcsönhatásában jelentkező pszichológiai törvényszerűségek és sajátosságok tanulmányozása. A pedagógiai pszichológia kutatja egyrészt a pedagógiai tevékenység pszichológiai szerkezetét, sajátosságait és lefolyási törvényeit, másrészt a pedagógiai tevékenység gyermeki fejlődésre gyakorolt hatását. Alapkérdése az, hogy miként lehet a pedagógiai tevékenység hatásfokát emelni a pszichológiai törvényszerűségek figyelembevételével.

## Külföldi képviselőiből
- August Aichhorn
- Alfred Binet
- Édouard Claparède
- Ovide Decroly
- James McKeen Cattell[1]
- Alois Fischer (1880-1937)
- Anna Freud
- Friedrich Wilhelm August Fröbel
- Arnold Gesell
- Granville Stanley Hall[2]
- Johann Friedrich Herbart
- Ellen Key
- William James
- Maria Montessori
- A. S. Neill
- Johann Heinrich Pestalozzi
- Jean Piaget
- Henri Piéron[3]
- Edward Lee Thorndike

## Hazai képviselőiből
- Baranyai Erzsébet
- Bognár Cecil Pál
- Dienes Valéria
- Dolch Erzsébet
- Domokos Lászlóné
- Duró Lajos
- Kelemen László
- Keményné Gyimes Erzsébet
- Kenyeres Elemér
- Kósáné Ormai Vera
- Lénárd Ferenc
- Mérei Ferenc
- Nagy László (1857-1931)
- Putnoky Jenő
- Weszely Ödön

## Külső hivatkozások
- Pedagógiai lélektan megszületése